# 新伊万尼夫斯凯 (哈尔科夫州)
49°51′38″N 35°22′56″E / 49.86056°N 35.38222°E
新伊萬尼夫斯凱（烏克蘭語：Новоіванівське）是位於烏克蘭東部的村莊，由哈爾科夫州博霍杜希夫區的科洛馬克市鎮負責管轄。該村始建於1921年，面積0.07平方公里，海拔高度178米，2001年人口213，人口密度每平方公里3,087人。